# Pro Bowl 1986
Match précédent Match suivant
Le AFC-NFC Pro Bowl 1986 est le Match des étoiles de football américain de la National Football League pour la saison 1985. Il se joue au Aloha Stadium d'Honolulu le 2 février 1986 entre les meilleurs joueurs des deux conférences de la NFL, la National Football Conference et l'American Football Conference. La rencontre est remportée sur le score de 28 à 24 par l'équipe représentant la National Football Conference.